# Pieter Merkus

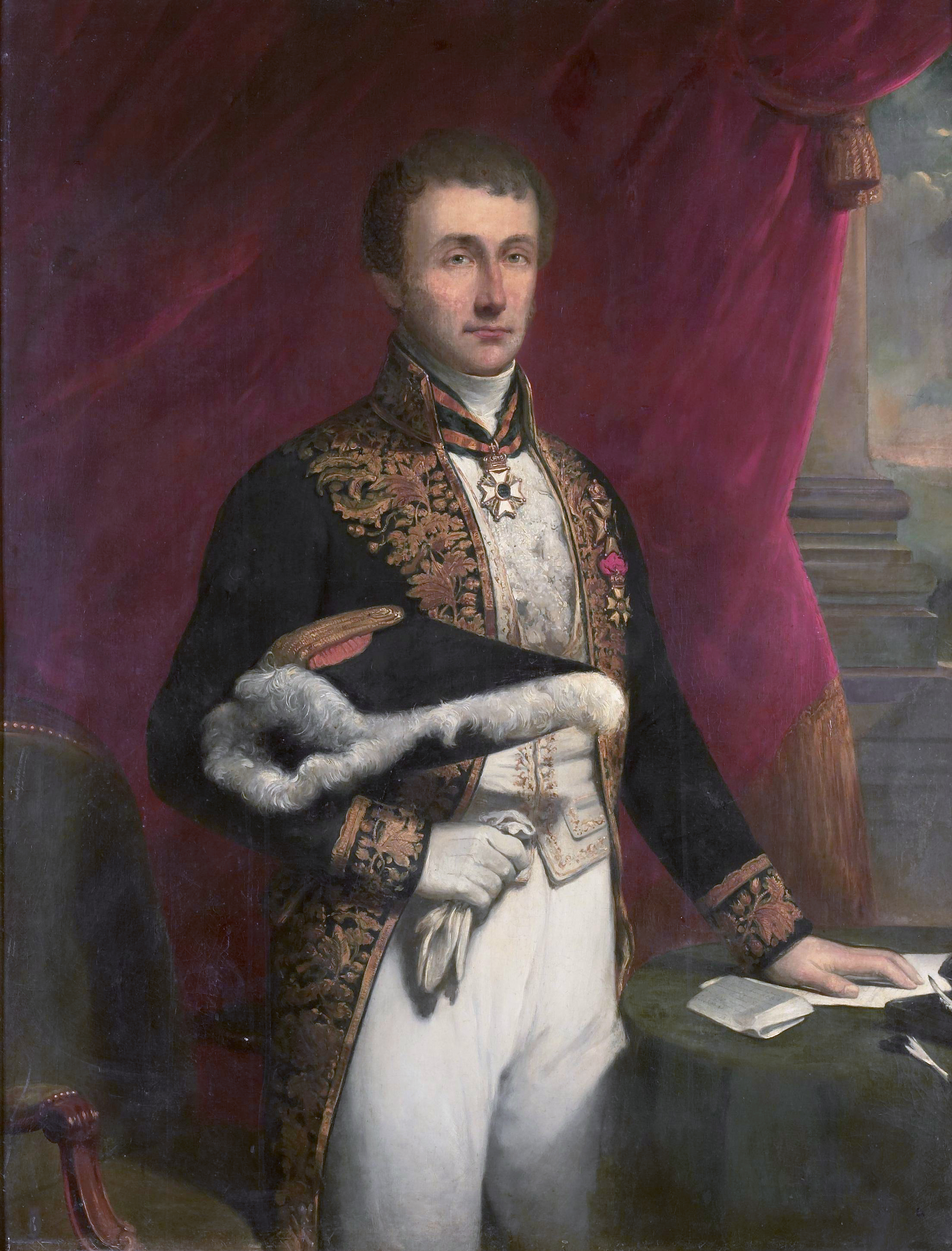
Portret van Pieter Merkus

Pieter Merkus (Naarden, 18 maart 1787 – Soerabaja, 2 augustus 1844) was een Nederlands koloniaal politicus.

## Familie
Merkus werd in 1787 geboren als zoon van predikant Jean Gaspard Merkus (†1813) en Jeanne Mouchon (†1828). Hij trouwde in 1830 te Batavia met Wilhelmina Niclasina Cranssen (1805-1848), schoonzus van Carel Jan Riesz (1791-1856). Uit dit huwelijk werden vijf zonen en vier dochters geboren, waaronder de avonturierster Jeanne Merkus. Daarnaast had hij een buitenechtelijke dochter.

## Loopbaan
Hij studeerde rechten te Leiden en vertrok in 1816 als ambtenaar 1e klas naar Batavia. Hij maakte snel promotie en in 1822 werd hij gouverneur van de Molukken.
Hij probeerde de in zijn ogen miserabele toestand van de bevolking te verbeteren en maakte zich sterk voor de vrije handel in specerijen. Hij trad krachtig op tegen piraterij en gaf in 1828 opdracht voor een expeditie naar Nieuw-Guinea.
In 1826 werd hij president van het Hooggerechtshof in Nederlands-Indië. In 1829 trad hij toe tot de Raad van Indië. In 1840 werd hij benoemd tot waarnemend gouverneur-generaal en drie jaar later werd hij definitief benoemd. Hij stierf na anderhalf jaar tijdens een gezondheidsreis naar Soerabaja. Zijn graf is gelegen te Peneleh.